# Programa de Expansão da Educação Profissional
O Programa de Expansão da Educação Profissional (PROEP) foi uma iniciativa do Ministério da Educação (MEC), em parceria com o Ministério do Trabalho e Emprego (MTE), que buscou desenvolver ações integradoras da educação e do trabalho, a ciência e a tecnologia, objetivando a implantação de um novo modelo de educação profissional, que proporcionasse a ampliação de vagas, a diversidade de oferta e a definição de cursos adequados às demandas do mundo do trabalho e às exigências da moderna tecnologia.
Teve seu marco inicial em 24 de novembro de 1997 quando foi assinado pelo governo de Fernando Henrique Cardoso o "Acordo de Empréstimo e o Contrato nº 1052" – OC/BR com o Banco Interamericano de Desenvolvimento (BID), no valor de 250 milhões de dólares, acrescidos de 125 milhões originários do orçamento do MEC e 125 milhões do Fundo de Amparo ao Trabalhador (FAT), perfazendo um total de 500 milhões de dólares.
O PROEP visou à implantação da Reforma da Educação Profissional, especialmente no que diz respeito às inovações introduzidas pela legislação, abrangendo aspectos técnico-pedagógicos tais como a flexibilização curricular e a adequação à demanda, formação e avaliação por competências, aspectos de gestão que contemplem a autonomia, a flexibilidade, a captação de recursos próprios e a questão das parcerias bem como a expansão da Rede de Educação Profissional mediante iniciativas do segmento comunitário.
Foi desativado pelo governo Lula, logo nos primeiros meses de 2003. Por essa atitude pagou juros pela permanência dos recursos disponibilizados pelo BID, devolvendo a ele, em 2004, US$ 94 milhões não utilizados.
Mesmo assim o Governo Lula  transferiu para  FNDE a finalização de alguns convenios permitindo e´até  2008 a finalização de algumas obras (Escolas) aconteceram, o que na pratica significou a finalização das construções.
Os convenios buscavam atender o Segmento Estadual, Federal, e Comunitário  (Privado) . Este último representou um fracasso parcial já que um significativo grupo de Fundações que foram criadas, ou já existiam  para obtenção do recurso não   possuiam experiencia com  o segmento escolar ou mesmo com a educação professional.
No seguimento comunitario  dos 110  projetos planejados somente 70 foram efectivamente terminados. Sendo que 50 %  foram , federalizados, ou entregues ao sistema SENAI, já que as mantenedoras originais não possuiam condições tecnicas e financeiras para finalização das obras ou mesmo manutenção das escolas já  construidas.
Em 2008 foi feito uma grande supervisão nacional para verificação dos convenios , no que resultou numa sobrevida do programa.
Entre  2013 e 2014 o MEC decidiu iniciar um processo  de entregar definitivamente as escolas e equipamentos para as escolas que  estavam em funcionamento, por meio de verificação das vagas de contra partidas ofertadas pelas espectivas escolas..
Lamentavelmente até hoje existem escolas, prédios e equipamentos , que  em alguns casos estão  a serviços de faculdades privadas sem ao menos o MEC intervir nos casos onde o abuso de quebra contractual foi flagrante..
O programa colaborou para a empregabilidade de um segmento muito pequeno da população e entre as varias falhas podemos citar a implementação de um numero maior de escolas em estados já efetivamente industrializados, (São Paulo), bem como a construção de escolas em locais sem a existência de  demandas especificas para o perfil do equipamento escolar disponibilizado.
O PSDB, ironicamente durante as eleições de 2014 foi acusado de jamais ter construindo alguma Escola Técnica  entre 1998/2002. mas apesar de ter entregues mais de  50 escolas praticamente prontas ou  quase prontas, jamais assumiu tal investimento./realização .
As escolas do segmento comunitario que sobreviveram e efetivamente deram certo foram as que estavam ligadas  a gestão de instituições com tradição na Educação.

## Objetivos Gerais do PROEP
O Programa visou proporcionar a capacitação de docentes e técnico-administrativos da educação profissional, mediante cursos e atividades de duração variável, para o emprego de estratégias de ensino, processos de avaliação educacional, didáticos, bem como o aprofundamento e a atualização de conhecimentos pedagógicos, tecnológicos e administrativos.
Como objetivos específicos, visava-se a realização desses cursos e atividades, aliando a teoria à prática, nas áreas técnico-pedagógicas, de gestão escolar e de integração empresa-escola.
Na área técnico-pedagógica, mais diretamente, objetivou-se dar ênfase à construção de currículos por competência e habilidades, à modularização, e à avaliação. Mais particularmente, no aprofundamento e atualização de conhecimentos pedagógicos e administrativos, objetivou-se abranger todas as 20 (vinte) áreas discriminadas nas diretrizes curriculares estabelecidas na Resolução CNE/CEB n.º 04/99.
Na área de gestão escolar, objetivou-se dar ênfase à análise e tratamento de dados, à avaliação institucional, à gestão curricular, à captação de recursos, à negociação de parcerias, enfim a aspectos peculiares de uma gestão moderna, forte e atuante na comunidade interna e externa.
Na área de integração escola-empresa, dar ênfase a estratégias de adequação ao mercado.